# 1870 a labdarúgásban
Ez a szócikk 1870 labdarúgással kapcsolatos eseményeit mutatja be.

## Események
- március 5. – Az első nem hivatalos labdarúgó-mérkőzés, Anglia és Skócia között, melyet a Kennington Ovalon rendeztek. Az eredmény 0–0 lett. A két csapat közti második mérkőzést november 19-én rendezték, amelyen Anglia 2–1-re nyert. Annak ellenére, hogy ez volt az első nemzetközi meccs, a FIFA nem ismeri el teljesen, mert a skót csapat Londonban élő játékosokból állt.

### Az első válogatott mérkőzés jegyzőkönyve
| 1870. március 5. |

| Anglia | 1 – 1       | Skócia |
| ------ | ----------- | ------ |
|        | Jegyzőkönyv |        |

| Kennington Oval, London |

| Anglia:             |                     |
|                     | Alfred H. Thornton  |
|                     | Charles Alcock (cs) |
|                     | Edward E. Bowen     |
|                     | Alfred J. Baker     |
|                     | William C. Butler   |
|                     | William P. Crake    |
|                     | Evelyn Freeth       |
|                     | Edgar Lubbock       |
|                     | Alexander Nash      |
|                     | Giulio Cowley Smith |
|                     | Robert W. Vidal     |
| Csapat-összeállító: |                     |
| C.W. Alcock         |                     |

| SKÓCIA:             |                             |
|                     | James Kirkpatrick (cs)      |
|                     | Robert Crawford             |
|                     | William H. Gladstone OK     |
|                     | George C. Gordon            |
|                     | Charles R. Baillie-Hamilton |
|                     | William A. Baillie-Hamilton |
|                     | Arthur F. Kinnaird          |
|                     | William Lindsay             |
|                     | John Wingfield Malcolm OK   |
|                     | Alexander Morten            |
|                     | Kenneth A. Muir Mackenzie   |
| Csapat-összeállító: |                             |
| Arthur Kinnaird     |                             |

- Határozatlan idejű - Játékszabályok: Ebben az évben alkalmazzák először a kapus szót. Szabályozzák a kapussal szembeni eljárásokat: kicselezését, ellökését, ellökését hátulról, gáncsolását, megrúgását, a ráugrást, kézzel való feltartóztatást és eltaszítást. Kimondják, hogy a hátulról való lökés szabálytalan. A játéktér széleit jól látható vonalakkal jelzik. A kapust, és az első alkalommal látott átmenetet a "cseljátékból a passzjátékba" sheffieldi és londoni csapatok meccsein jegyezték föl, különösen a Royal Engineers mérkőzésein.

## 1870-ben alapított labdarúgóklubok
- Anglia
  - Abingdon Town FC
  - Rotherham United FC

- Skócia
  - Stranraer